# Dysphania albipunctulata
Dysphania albipunctulata là một loài bướm đêm trong họ Geometridae.